# نیو فریپورت (پنسیلوانیا)
نیو فریپورت (به انگلیسی: New Freeport) یک منطقهٔ مسکونی در ایالات متحده آمریکا است که در شهرستان گرین، پنسیلوانیا واقع شده‌است. نیو فریپورت ۱٫۷۲ کیلومتر مربع مساحت و ۱۱۲ نفر جمعیت دارد و ۳۲۰٫۰۴ متر بالاتر از سطح دریا واقع شده‌است.